# Processo di salto
Un processo di salto è un tipo di processo stocastico che ha movimenti discreti (chiamati appunto salti) piuttosto che piccoli movimenti continui.
in fisica, i processi di salto risultano in diffusione. A livello microscopico, sono descritti da modelli di diffusione con discontinuità.
In finanza, vari modelli stocastici sono usati per modellare i movimenti dei prezzi negli strumenti finanziari; per esempio il modello di Black-Scholes-Merton per le opzioni di prezzo assume che il sottostante strumento segua un processo di diffusione tradizionale, con movimenti piccoli, continui e casuali. John Carrington Cox, Stephen Ross e Nassim Nicholas Taleb
 proposero che i prezzi seguissero in realtà un 'processo di salto'. Il modello di costo delle opzioni binomiale di Cox-Ross-Rubinstein formalizza questo approccio. Questa è una visione più intuitiva dei mercati finanziari, che lascia possibilità a larghi movimenti nei prezzi causati da improvvisi eventi nel mondo.
Robert C. Merton estese questo approccio ad un modello ibrido conosciuto come la diffusione a salti (o diffusione a discontinuità), che stabilisce che i prezzi hanno larghi salti seguiti da piccoli continui movimenti.